# Anne Jardin
Anne Elizabeth Jardin, nach Heirat Anne Elizabeth Alexander, (* 26. Juli 1959 in Montreal) ist eine ehemalige kanadischer Schwimmerin. Sie gewann mit der Freistilstaffel und der Lagenstaffel 1976 zwei olympische Bronzemedaillen. Einmal siegte sie mit der Freistilstaffel bei den Commonwealth Games, bei Schwimmweltmeisterschaften gewann sie eine Bronzemedaille.

## Karriere
Die 1,79 m große Anne Jardin war Spezialistin im Freistilschwimmen. Ihre erste internationale Medaille gewann sie bei den British Commonwealth Games 1974 in Christchurch. Die kanadische 4-mal-100-Meter-Freistilstaffel mit Anne Jardin, Becky Smith, Gail Amundrud und Judy Wright gewann die Goldmedaille vor den Australierinnen. Auf der 100-Meter-Freistilstrecke belegte Jardin den vierten Platz mit 0,39 Sekunden Rückstand auf die drittplatzierte Becky Wright. Jardin startete auch über 400 Meter Freistil und belegte dort den siebten Platz.
1975 bei den Weltmeisterschaften in Cali gewann Jardin die Bronzemedaille mit der Freistilstaffel in der Aufstellung Gail Amundrud, Jill Quirk, Becky Smith und Anne Jardin. Drei Monate später fanden in Mexiko-Stadt die Panamerikanischen Spiele statt. Jardin gewann die Bronzemedaille über 200 Meter Freistil und zusammen mit Gail Amundrud, Jill Quirk und Janice Stenhouse Silber mit der Freistilstaffel. 1976 war Jardins Heimatstadt Montreal Austragungsort der Olympischen Spiele. Jardin verpasste als 10. über 100 Meter Freistil und als 14. über 200 Meter Freistil den Finaleinzug auf den Einzelstrecken. Die Lagenstaffel mit Wendy Hogg, Robin Corsiglia, Susan Sloan und Anne Jardin gewann die Bronzemedaille hinter den Staffeln aus der DDR und aus den Vereinigten Staaten. Im Vorlauf war Debbie Clarke für Anne Jardin am Start gewesen. Eine Woche später wurde die Freistilstaffel ausgetragen. Im Vorlauf qualifizierten sich Gail Amundrud, Barbara Clark, Debbie Clarke und Anne Jardin für das Finale. Im Finale schwammen Amundrud, Clark, Becky Smith und Jardin auf den dritten Platz hinter der US-Staffel und der Staffel aus der DDR.
Nach den Olympischen Spielen ging Anne Jardin mit einem Sportstipendium an die University of Houston, in Kanada trat sie aber weiterhin für den Pointe-Claire Swim Club an. 1978 verpasste sie wegen einer Verletzung die Teilnahme an den Commonwealth Games in Edmonton. Kurz darauf schwamm sie aber in 26,74 Sekunden einen Weltrekord über 50 Meter Freistil. Ihre letzte internationale Medaille gewann Jardin bei den Panamerikanischen Spielen 1979. Die Freistilstaffel mit Gail Amundrud, Carol Klimpel, Wendy Quirk und Anne Jardin gewann die Silbermedaille. Die Teilnahme an den Olympischen Spielen 1980 verpasste Jardin wegen des Olympiaboykotts.
Von 1977 bis 1983 gewann Anne Jardin jedes Jahr zwischen fünf und zehn Medaillen bei den kanadischen Meisterschaften. In den Vereinigten Staaten erreichte sie 1977, 1979 und 1981 das Finale bei den College-Meisterschaften der National Collegiate Athletic Association. 1982 graduierte sie an der University of Houston und beendete im Jahr darauf ihre aktive Laufbahn. Sie arbeitete später als Schwimmtrainerin und Sportlehrerin. 
Anne Jardin ist verheiratet mit dem Olympiateilnehmer Tom Alexander, ihre Nichte Barbara Jardin nahm ebenfalls als Schwimmerin an Olympischen Spielen teil. Anne Jardin ist Mitglied der Quebec Sports Hall of Fame und der Quebec Swimming Hall of Fame.